# Queen Forever
Queen Forever (укр. «Queen назавжди») — альбом-збірка британського рок-гурту Queen. Вийшов 10 листопада 2014 року, він містить треки, про які гурт «забув» з вокалом від оригінального вокаліста Фредді Мерк'юрі, бас-гітарист Queen Джон Дікон також присутній на треках.
Барабанщик Роджер Тейлор розповів про альбом у грудні 2013 року, сказавши, що він і гітарист Браян Мей «зберемося разом… у новому році, щоб закінчити те, що у нас є, а потім ми збираємося зробити якийсь альбом». 23 травня 2014 року на фестивалі «Hay» Мей оголосив назву альбому-збірки у радіо-інтерв'ю «BBC Radio Wales». Це перший альбом Queen з невиданим матеріалом від Мерк'юрі (який помер від ускладнень, пов'язаних зі СНІДом, в листопаді 1991 року) після альбому «Made in Heaven» 1995 року і Дікона (який пішов з музичного бізнесу у 1997 році) після альбому-збірки «Queen Rocks» 1997 року. Альбом випустила «Hollywood Records» в США 10 листопада 2014 року.

## Матеріал
Браян Мей сказав, що більшість матеріалу «походить з 80-х, коли ми були в повному польоті. Це дуже емоційно. Це великі, великі балади і велике, велике епічне звучання». Він порівняв це зі «Made in Heaven». Раніше Мей говорив, що альбом може виявитися сумішшю старого існуючого матеріалу і нового матеріалу, що містить принаймні три невидані пісні, а пізніше вказавши, можливо, цілих п'ять. Матеріал Мей доповненив сучасними технологіями.
«Це досить дивна суміш нашого повільнішого матеріалу», — поскаржився Роджер Тейлор. «Я не хотів версії подвійного альбому, яку вони випустили. Це жахливо багато для людей, і це до-біса нещасно. Я б теж не назвав це альбомом. Це збірка з трьома новими треками. Це, скоріше, звукозаписна компанія. Це не повнокровний альбом Queen»

## Інформація про пісні

### «Let Me In Your Heart Again»
«Let Me In Your Heart Again», що виникла під час сесій альбому гурту The Works 1984 року, написав Мей і спочатку її записали в Лос-Анджелесі у 1983 році. Виступаючи на радіопередачі «Сніданок Кріса Еванса» у вересні 2014 року, Мей розповів, що гурт спочатку визнав неможливим закінчити трек, і що було написано кілька різних версій тексту, щоб Мерк'юрі було простіше співати. Вони відмовилися від пісні, але зрештою її записала дружина Мея Аніта Добсон (з Меєм на гітарі) і вона вийшла на її студійному альбомі Talking of Love 1988 року (Добсон, як повідомляється, використовувала версію(ї) Queen як вокальний гід). При підготовці треку для Queen Forever Мей з'єднав воєдино частини з кожної з існуючих версій Queen, перш ніж він і Тейлор розробили музичний трек. Отже, остаточна студійна версія містить тексти, що сильно відрізняються від версії Добсон.
Альтернативний ремікс Вілліама Орбіта вийшов в листопаді 2014 року як сингл у Великій Британії, щоб зібрати гроші на «Product Red», ініціативу, засновану у 2006 році вокалістом «U2» Боно з метою залучення приватного сектора до підвищення обізнаності та засобів для сприяння ліквідації ВІЛ/Сніду в Африці.

### «Love Kills»
Адам Ламберт сказав на початку туру проєкту «Queen + Адам Ламберт» 2014 року Північною Америкою, що «Love Kills», дебютний сольний сингл Мерк'юрі 1984 року, гурт переробив для включення в Queen Forever. Потім гурт розпочав виконувати урізану баладну версію треку (оригінальна версія була відзначена сильно синтезованим диско-стилем).
Queen раніше переробили сольні записи Мерк'юрі на пісні Queen для свого альбому 1995 року Made in Heaven. Тоді вони використовували його пісні «Made in Heaven» і «I Was Born to Love You», а також невиданий сольний запис «It's a Beautiful Day». Коли стало очевидно, що не було достатньо якісного невиданого матеріалу Queen, щоб зробити новий повноцінний студійний альбом, Мей і Тейлор вирішили використовувати ту ж тактику.
«Love Kills» написали Мерк'юрі і Джорджо Мородер,  спочатку її записали для студійного альбому гурту The Works 1984 року, але зрештою її відхилили. Потім  Мерк'юрі переробив її як сольний трек, щоб включити її до відреставрованого і відредагованого Мородером у 1984 році німого фільму 1927 року «Метрополіс». 1985 року фільм був номінований на 5-й премії «Золота малина» за найгірше музичне оформлення, а сама пісня була номінована на найгіршу оригінальну пісню. Однак, сингл досяг десятого місця в чарті синглів Великої Британії.
Попри те, що вона вийшла як сольний сингл Фредді Мерк'юрі, всі чотири учасники Queen з'явилися в оригінальному релізі.
Виступаючи на радіошоу «Сніданок Кріса Еванса», Мей розповів, що він завжди хотів перетворити пісню на баладу, але ніколи не робив цього до смерті Мерк'юрі. Нову версію очолює гітарне соло Мея, а не оригінальні синтезатори Мерк'юрі. Мей також грає на бас-гітарі у треці, доповненому додатковою електричною гітарою Дікона, взятої з оригінальних плівок.

### «There Must Be More to Life Than This»
На початку 1980-х Мерк'юрі записав три пісні в дуеті з Майклом Джексоном, з яких «There Must Be More to Life Than This», була єдиною, що написав Мерк'юрі. Сесії зрештою розпалися і закінчилися, і матеріал так і не вийшов (хоча Мерк'юрі кілька разів заявляв, що сподівається, що вони знайдуть час, щоб закінчити треки).
Зрештою Queen записали версію пісні у 1981 році під час сесій для їхнього студійного альбому Hot Space 1982 року, але так і не записали її. Пізніше Мерк'юрі перезаписав «There Must Be More to Life Than This» для свого сольного альбому Mr. Bad Guy (1985), в той час як Джексон записав одну з інших пісень — «State of Shock», зі своїм сімейним гуртом The Jackson 5, з Міком Джаггером з The Rolling Stones, що співає партії Мерк'юрі (пісня вийшла як сингл у 1984 році, а пізніше ввійшла до сімнадцятого студійного альбому Джексонів Victory, що також вийшов 1984 року; назва цього альбому була також назвою третього дуету Мерк'юрі і Джексона, який сам по собі так і не вийшов).
Після смерті Джексона у 2009 році Мей і Тейлор зробили кроки для забезпечення випуску дуетів з метою їхнього релізу у 2012 році. Однак, за словами Тейлора, робота з командою Джексона була схожа на «пробирання через клей». В кінцевому рахунку, сторони змогли досягти угоди тільки з цього одного з трьох треків, який вийшов.
Версія на Queen Forever вийшла і була змікшована Вілліамом Орбітом, вона містить оригінальну мінусівку 1981 року записану під час сесій «Hot Space», і гру Дікона на бас-гітарі. Існує альтернативний мікс, який створив Мей, але його відкинула команда Джексона на користь мікса Орбіта.

### Інші матеріали
Решта альбому складається з раніше виданих пісень Queen. Замість того, щоб просто бути «найкращими хітами», треки, переважно, містять глибокі скорочення, особисто обрані Тейлором і Меєм. Пісні були відібрані для вільного слідування концепції альбому, зосередженого навколо теми «любові».

## Оцінки критиків
Після випуску, Queen Forever отримав неоднозначні відгуки від критиків, які вважали, що немає причин для прихильників гурту купувати альбом з піснями, які випускалися багато разів в інших альбомах-збірниках Queen. Томас Ерлвайн дав дві з половиною зірки в AllMusic, сказавши: «Старі фанати можуть помітити різницю, але, крім цих трьох пісень, для них не так багато причин придбати це, тому що „Forever“ складається з пісень, які вони купували багато разів».

## CD трек-лист

### Стандартне видання
| #     | Назва                                                        | Автор                              | Оригінальний альбом                           | Тривалість |
| ----- | ------------------------------------------------------------ | ---------------------------------- | --------------------------------------------- | ---------- |
| 1.    | «Let Me in Your Heart Again»                                 | Браян Мей                          | Talking of Love Аніти Добсон                  | 4:31       |
| 2.    | «Love Kills» (балада)                                        | Фредді Мерк'юрі/Джорджо Мородер    | саундтрек до Метрополісу Джорджо Мородера     | 4:12       |
| 3.    | «There Must Be More To Life Than This» (з Майклом Джексоном) | Мерк'юрі                           | Mr. Bad Guy Фредді Мерк'юрі                   | 3:20       |
| 4.    | «It's a Hard Life»                                           | Мерк'юрі                           | The Works                                     | 4:06       |
| 5.    | «You're My Best Friend»                                      | Джон Дікон                         | A Night at the Opera                          | 2:52       |
| 6.    | «Love of My Life» (раннє зникнення)                          | Мерк'юрі                           | A Night at the Opera                          | 3:33       |
| 7.    | «Drowse» (раннє зникнення)                                   | Роджер Тейлор                      | A Day at the Races                            | 3:38       |
| 8.    | «Long Away»                                                  | Мей                                | A Day at the Races                            | 3:32       |
| 9.    | «Lily of the Valley» (синглова версія)                       | Мерк'юрі                           | Sheer Heart Attack                            | 1:39       |
| 10.   | «Don't Try So Hard»                                          | Queen (Мерк'юрі)                   | Innuendo                                      | 3:39       |
| 11.   | «Bijou»                                                      | Queen (Мерк'юрі/Мей)               | Innuendo                                      | 3:36       |
| 12.   | «These Are the Days of Our Lives»                            | Queen (Тейлор)                     | Innuendo                                      | 4:14       |
| 13.   | «Las Palabras de Amor (The Words of Love)»                   | Мей                                | Hot Space                                     | 4:31       |
| 14.   | «Who Wants to Live Forever»                                  | Мей                                | A Kind of Magic                               | 5:15       |
| 15.   | «A Winter's Tale»                                            | Queen (Мерк'юрі)                   | Made in Heaven                                | 3:48       |
| 16.   | «Play the Game» (без синтезаторного вступу)                  | Мерк'юрі                           | The Game                                      | 3:14       |
| 17.   | «Save Me»                                                    | Мей                                | The Game                                      | 3:46       |
| 18.   | «Somebody to Love» (раннє зникнення)                         | Мерк'юрі                           | A Day at the Races                            | 4:52       |
| 19.   | «Too Much Love Will Kill You»                                | Мей, Френк Маскер, Елізабет Лемерс | Back to the Light Браяна Мея і Made in Heaven | 4:19       |
| 20.   | «Crazy Little Thing Called Love»                             | Мерк'юрі                           | The Game                                      | 2:43       |
| 21.   | «I Was Born to Love You» (японський бонус-трек)              | Mercury                            | Mr. Bad Guy Фредді Мерк'юрі і Made in Heaven  | 4:49       |
| 75:03 |                                                              |                                    |                                               |            |

### Делюкс-видання
| Диск 1 | Диск 1                                                        | Диск 1   | Диск 1              | Диск 1     |
| #      | Назва                                                         | Автор    | Оригінальний альбом | Тривалість |
| ------ | ------------------------------------------------------------- | -------- | ------------------- | ---------- |
| 1.     | «Let Me in Your Heart Again»                                  |          |                     |            |
| 2.     | «Love Kills»                                                  |          |                     |            |
| 3.     | «There Must Be More to Life Than This» (with Michael Jackson) |          |                     |            |
| 4.     | «Play the Game»                                               |          |                     |            |
| 5.     | «Dear Friends»                                                | Мей      | Sheer Heart Attack  | 1:08       |
| 6.     | «You're My Best Friend»                                       |          |                     |            |
| 7.     | «Love of My Life»                                             |          |                     |            |
| 8.     | «Drowse»                                                      |          |                     |            |
| 9.     | «You Take My Breath Away» (без вокального реприза)            | Мерк'юрі | A Day at the Races  | 4:38       |
| 10.    | «Spread Your Wings» (раннє зникнення)                         | Дікон    | News of the World   | 4:30       |
| 11.    | «Long Away»                                                   |          |                     |            |
| 12.    | «Lily of the Valley»                                          |          |                     |            |
| 13.    | «Don't Try So Hard»                                           |          |                     |            |
| 14.    | «Bijou»                                                       |          |                     |            |
| 15.    | «These Are the Days of Our Lives»                             |          |                     |            |
| 16.    | «Nevermore» (невелике редагування)                            | Мерк'юрі | Queen II            | 1:18       |
| 17.    | «Las Palabras de Amor (The Words of Love)»                    |          |                     |            |
| 18.    | «Who Wants to Live Forever»                                   |          |                     |            |
| 63:03  |                                                               |          |                     |            |

| Диск 2 | Диск 2                                                         | Диск 2                 | Диск 2                                       | Диск 2     |
| #      | Назва                                                          | Автор                  | Оригінальний альбом                          | Тривалість |
| ------ | -------------------------------------------------------------- | ---------------------- | -------------------------------------------- | ---------- |
| 1.     | «I Was Born to Love You»                                       |                        |                                              |            |
| 2.     | «Somebody to Love»                                             |                        |                                              |            |
| 3.     | «Crazy Little Thing Called Love»                               |                        |                                              |            |
| 4.     | «Friends Will Be Friends»                                      | Мерк'юрі/Дікон         | A Kind of Magic                              | 4:06       |
| 5.     | «Jealousy»                                                     | Мерк'юрі               | Jazz                                         | 3:13       |
| 6.     | «One Year of Love»                                             | Дікон                  | A Kind of Magic                              | 4:27       |
| 7.     | «A Winter's Tale»                                              |                        |                                              |            |
| 8.     | «'39» (синглова версія)                                        | Мей                    | A Night at the Opera                         | 3:30       |
| 9.     | «Mother Love»                                                  | Мерк'юрі/Мей           | Made in Heaven                               | 4:47       |
| 10.    | «It's a Hard Life»                                             |                        |                                              |            |
| 11.    | «Save Me»                                                      |                        |                                              |            |
| 12.    | «Made in Heaven»                                               | Мерк'юрі               | Mr. Bad Guy Фредді Мерк'юрі і Made in Heaven | 5:25       |
| 13.    | «Too Much Love Will Kill You»                                  |                        |                                              |            |
| 14.    | «Sail Away Sweet Sister»                                       | Мей                    | The Game                                     | 3:33       |
| 15.    | «The Miracle» (з кроссфейдом)                                  | Queen (Mercury/Deacon) | The Miracle                                  | 4:57       |
| 16.    | «Is This the World We Created...?» (з кроссфейдом)             | Мерк'юрі/Мей           | The Works                                    | 2:12       |
| 17.    | «In the Lap of the Gods... Revisited»                          | Мерк'юрі               | Sheer Heart Attack                           | 3:46       |
| 18.    | «Forever»                                                      | Мей                    | A Kind of Magic                              | 3:21       |
| 19.    | «Teo Torriatte (Let Us Cling Together)» (японський бонус-трек) | Мей                    | A Day at the Races                           | 5:08       |
| 71:41  |                                                                |                        |                                              |            |

## Віниловий реліз
18 лютого 2015 року було оголошено, що «Queen Forever» вийде як чотири LP в бокс-сеті, на яких представлено всі треки з делюкс-видання і бонус у вигляді 12-дюймового синглу з композицією «Let Me In Your Heart Again (William Orbit Mix)».
| Платівка 1 / Сторона A | Платівка 1 / Сторона A                                     | Платівка 1 / Сторона A           | Платівка 1 / Сторона A |
| #                      | Назва                                                      | Автор                            | Тривалість             |
| ---------------------- | ---------------------------------------------------------- | -------------------------------- | ---------------------- |
| 1.                     | «Let Me in Your Heart Again»                               | Браян Мей                        | 4:31                   |
| 2.                     | «Love Kills»                                               | Фредді Мерк'юрі, Джорджо Мородер | 4:12                   |
| 3.                     | «There Must Be More to Life Than This (William Orbit Mix)» | Мерк'юрі                         | 3:20                   |
| 4.                     | «Play the Game»                                            | Мерк'юрі                         | 3:14                   |
| 5.                     | «Dear Friends»                                             | Мей                              | 1:08                   |
| 16:25                  |                                                            |                                  |                        |

| Платівка 1 / Сторона B | Платівка 1 / Сторона B    | Платівка 1 / Сторона B | Платівка 1 / Сторона B |
| #                      | Назва                     | Автор                  | Тривалість             |
| ---------------------- | ------------------------- | ---------------------- | ---------------------- |
| 1.                     | «You're My Best Friend»   | Джон Дікон             | 2:52                   |
| 2.                     | «Love of My Life»         | Мерк'юрі               | 3:33                   |
| 3.                     | «Drowse»                  | Роджер Тейлор          | 3:38                   |
| 4.                     | «You Take My Breath Away» | Мерк'юрі               | 4:38                   |
| 5.                     | «Spread Your Wings»       | Дікон                  | 4:30                   |
| 19:11                  |                           |                        |                        |

| Платівка 2 / Сторона A | Платівка 2 / Сторона A            | Платівка 2 / Сторона A | Платівка 2 / Сторона A |
| #                      | Назва                             | Автор                  | Тривалість             |
| ---------------------- | --------------------------------- | ---------------------- | ---------------------- |
| 1.                     | «Long Away»                       | Мей                    | 3:32                   |
| 2.                     | «Lily of the Valley»              | Мерк'юрі               | 1:39                   |
| 3.                     | «Don't Try So Hard»               | Queen (Мерк'юрі)       | 3:39                   |
| 4.                     | «Bijou»                           | Queen (Мерк'юрі/Мей)   | 3:36                   |
| 5.                     | «These Are the Days of Our Lives» | Queen (Тейлор)         | 4:14                   |
| 16:40                  |                                   |                        |                        |

| Платівка 2 / Сторона B | Платівка 2 / Сторона B                     | Платівка 2 / Сторона B | Платівка 2 / Сторона B |
| #                      | Назва                                      | Автор                  | Тривалість             |
| ---------------------- | ------------------------------------------ | ---------------------- | ---------------------- |
| 1.                     | «Nevermore»                                | Мерк'юрі               | 1:18                   |
| 2.                     | «Las Palabras de Amor (The Words of Love)» | Мей                    | 4:31                   |
| 3.                     | «Who Wants to Live Forever»                | Мей                    | 5:15                   |
| 4.                     | «I Was Born to Love You»                   | Мерк'юрі               | 4:49                   |
| 15:53                  |                                            |                        |                        |

| Платівка 3 / Сторона A | Платівка 3 / Сторона A           | Платівка 3 / Сторона A | Платівка 3 / Сторона A |
| #                      | Назва                            | Автор                  | Тривалість             |
| ---------------------- | -------------------------------- | ---------------------- | ---------------------- |
| 1.                     | «Somebody to Love»               | Мерк'юрі               | 4:52                   |
| 2.                     | «Crazy Little Thing Called Love» | Мерк'юрі               | 2:43                   |
| 3.                     | «Friends Will Be Friends»        | Мерк'юрі/Дікон         | 4:06                   |
| 4.                     | «Jealousy»                       | Мерк'юрі               | 3:13                   |
| 14:54                  |                                  |                        |                        |

| Платівка 3 / Сторона B | Платівка 3 / Сторона B | Платівка 3 / Сторона B | Платівка 3 / Сторона B |
| #                      | Назва                  | Автор                  | Тривалість             |
| ---------------------- | ---------------------- | ---------------------- | ---------------------- |
| 1.                     | «One Year of Love»     | Дікон                  | 4:27                   |
| 2.                     | «A Winter's Tale»      | Queen (Мерк'юрі)       | 3:48                   |
| 3.                     | «'39»                  | Мей                    | 3:30                   |
| 4.                     | «Mother Love»          | Мерк'юрі/Мей           | 4:47                   |
| 16:32                  |                        |                        |                        |

| Платівка 4 / Сторона A | Платівка 4 / Сторона A        | Платівка 4 / Сторона A           | Платівка 4 / Сторона A |
| #                      | Назва                         | Автор                            | Тривалість             |
| ---------------------- | ----------------------------- | -------------------------------- | ---------------------- |
| 1.                     | «It's a Hard Life»            | Мерк'юрі                         | 4:06                   |
| 2.                     | «Save Me»                     | Мей                              | 3:46                   |
| 3.                     | «Made in Heaven»              | Мерк'юрі                         | 5:25                   |
| 4.                     | «Too Much Love Will Kill You» | Мей/Френк Маскер/Елізабет Лемерс | 4:20                   |
| 17:37                  |                               |                                  |                        |

| Платівка 4 / Сторона B | Платівка 4 / Сторона B                | Платівка 4 / Сторона B | Платівка 4 / Сторона B |
| #                      | Назва                                 | Автор                  | Тривалість             |
| ---------------------- | ------------------------------------- | ---------------------- | ---------------------- |
| 1.                     | «Sail Away Sweet Sister»              | Мей                    | 3:33                   |
| 2.                     | «The Miracle»                         | Queen                  | 4:57                   |
| 3.                     | «Is This the World We Created...?»    | Мерк'юрі/Мей           | 2:12                   |
| 4.                     | «In the Lap of the Gods... Revisited» | Мерк'юрі               | 3:46                   |
| 5.                     | «Forever»                             | Мей                    | 3:21                   |
| 17:49                  |                                       |                        |                        |

| Бонус, 12-дюймовий сингл | Бонус, 12-дюймовий сингл                         | Бонус, 12-дюймовий сингл | Бонус, 12-дюймовий сингл |
| #                        | Назва                                            | Автор                    | Тривалість               |
| ------------------------ | ------------------------------------------------ | ------------------------ | ------------------------ |
| 1.                       | «Let Me In Your Heart Again (William Orbit Mix)» | Мей                      | 6:42                     |

На стороні B бонусу з 12-дюймовим синглом є гравіювання «Королева назавжди».

## Музиканти
- Фредді Мерк'юрі – головний вокал, піаніно, клавішні, акустична гітара в «Crazy Little Thing Called Love»
- Браян Мей – акустична і електрична гітари, бек-вокал, піаніно, клавішні, головний вокал в «Long Away», «'39» і «Sail Away Sweet Sister», спільний головний вокал в «Las Palabras de Amor», «Who Wants to Live Forever» і «Mother Love», бас-гітара в «Love Kills»
- Роджер Тейлор – ударні, бек-вокал, клавішні, головний вокал і ритм-гітара в «Drowse»
- Джон Дікон – бас-гітара, акустична гітара, клавішні, додаткова електрична гітара в «Love Kills»
- Майкл Джексон – спільний головний вокал в «There Must Be More to Life Than This», оригінальний демо-продюсер
- Фред Мендел – піаніно в «Let Me in Your Heart Again»

## Чарти
| Чарт (2014–15)                       | Позиція |
| ------------------------------------ | ------- |
| Австралія (ARIA)                     | 35      |
| Австрія (Ö3 Austria)                 | 8       |
| Бельгія (Ultratop Flanders)          | 6       |
| Бельгія (Ultratop Wallonia)          | 8       |
| Канада (Billboard)                   | 11      |
| Чехія (ČNS IFPI)                     | 8       |
| Данія (Hitlisten)                    | 15      |
| Нідерланди (MegaCharts)              | 3       |
| Норвегія (VG-lista)                  | 11      |
| Фінляндія (Suomen virallinen lista)  | 39      |
| Франція (SNEP)                       | 12      |
| Німеччина (Offizielle Top 100)       | 4       |
| Ірландія (IRMA)                      | 18      |
| Ізраїльський чарт альбомів           | 4       |
| Італія (FIMI)                        | 5       |
| Японія (Oricon)                      | 16      |
| Південна Корея (Gaon)                | 2       |
| Нова Зеландія (RMNZ)                 | 18      |
| Польща (ZPAV)                        | 7       |
| Португалія (AFP)                     | 12      |
| Іспанія (PROMUSICAE)                 | 8       |
| Швеція (Sverigetopplistan)           | 28      |
| Швейцарія (Schweizer Hitparade)      | 4       |
| Велика Британія (OCC)                | 5       |
| США Billboard 200                    | 38      |
| США Top Rock Albums (Billboard)      | 11      |
| США Top Hard Rock Albums (Billboard) | 4       |

| Чарт (2014)                 | Позиція |
| --------------------------- | ------- |
| Бельгія (Ultratop Flanders) | 106     |
| Бельгія (Ultratop Wallonia) | 98      |
| Нідерланди (MegaCharts)     | 62      |
| Франція (SNEP)              | 140     |
| Італія (FIMI)               | 42      |
| Велика Британія (OCC)       | 50      |

| Чарт (2015)                 | Позиція |
| --------------------------- | ------- |
| Бельгія (Ultratop Flanders) | 121     |
| Бельгія (Ultratop Wallonia) | 99      |
| Іспанія (PROMUSICAE)        | 87      |

## Сертифікації
| Країна                                                  | Сертифікація | Продано  |
| ------------------------------------------------------- | ------------ | -------- |
| Німеччина (BVMI)                                        | Золото       | 100,000^ |
| Італія (FIMI)                                           | Золото       | 25,000*  |
| Польща (ZPAV)                                           | Золото       | 10,000*  |
| Велика Британія (BPI)                                   | Золото       | 100,000^ |
| * Дані про продажі, засновані тільки на сертифікації    |              |          |
| ^ Дані про постачання, засновані тільки на сертифікації |              |          |